# Campeonato Sul-Coreano de Patinação Artística no Gelo
O Campeonato Sul-Coreano de Patinação Artística no Gelo (em coreano:  한국 피겨스케이팅 선수권 대회) é uma competição nacional anual de patinação artística no gelo da Coreia do Sul. Atualmente os patinadores competem em dois eventos, individual masculino e individual feminino.
A competição determina os campeões nacionais e os representantes da Coreia do Sul em competições internacionais como Campeonato Mundial, Campeonato Mundial Júnior, Campeonato dos Quatro Continentes e os Jogos Olímpicos de Inverno.

## Edições
| Ano  | Edição | Cidade sede | Sênior | Sênior | Sênior | Sênior | Júnior | Júnior | Júnior | Júnior | Ref           |
| Ano  | Edição | Cidade sede | M      | F      | P      | D      | M      | F      | P      | D      | Ref           |
| ---- | ------ | ----------- | ------ | ------ | ------ | ------ | ------ | ------ | ------ | ------ | ------------- |
| 1997 | 51.ª   |             | •      | –      | –      | –      | –      | –      | –      | –      | [ 1 ]         |
| 1998 | 52.ª   |             | •      | –      | –      | –      | –      | –      | –      | –      | [ 2 ]         |
| 1999 | 53.ª   |             | •      | •      | –      | •      | –      | –      | –      | –      | [ 3 ]         |
| 2000 | 54.ª   |             | •      | •      | –      | •      | –      | –      | –      | –      | [ 4 ]         |
| 2001 | 55.ª   |             | •      | •      | –      | •      | –      | –      | –      | –      | [ 5 ]         |
| 2002 | 56.ª   | Seul        | •      | •      | –      | •      | –      | –      | –      | –      | [ 6 ]         |
| 2003 | 57.ª   | Seul        | •      | •      | –      | •      | –      | –      | –      | –      | [ 7 ]         |
| 2004 | 58.ª   | Seul        | •      | •      | –      | •      | –      | –      | –      | –      | [ 8 ]         |
| 2005 | 59.ª   | Seul        | •      | •      | –      | •      | –      | –      | –      | –      | [ 9 ]         |
| 2006 | 60.ª   | Seul        | •      | •      | –      | –      | –      | –      | –      | –      | [ 10 ]        |
| 2007 | 61.ª   | Seul        | •      | •      | –      | –      | –      | –      | –      | –      | [ 11 ]        |
| 2008 | 62.ª   | Goyang      | •      | •      | –      | –      | –      | –      | –      | –      | [ 12 ]        |
| 2009 | 63.ª   | Goyang      | •      | •      | –      | –      | •      | •      | –      | –      | [ 13 ] [ 14 ] |
| 2010 | 64.ª   | Seul        | •      | •      | –      | –      | •      | •      | –      | –      | [ 15 ]        |
| 2011 | 65.ª   | Seul        | •      | •      | –      | –      | •      | •      | –      | –      | [ 16 ]        |
| 2012 | 66.ª   | Seul        | •      | •      | –      | –      | •      | •      | –      | –      | [ 17 ] [ 18 ] |
| 2013 | 67.ª   | Seul        | •      | •      | –      | –      | –      | –      | –      | –      | [ 19 ]        |
| 2014 | 68.ª   | Seul        | •      | •      | –      | •      | –      | –      | –      | –      | [ 20 ]        |
| 2015 | 69.ª   | Seul        | •      | •      | –      | –      | •      | •      | –      | •      | [ 21 ]        |
| 2016 | 70.ª   | Seul        | •      | •      | •      | •      | •      | •      | •      | –      | [ 22 ]        |
| 2017 | 71.ª   | Gangneung   | •      | •      | •      | •      | •      | •      | –      | –      | [ 23 ]        |
| 2018 | 72.ª   | Seul        | •      | •      | •      | •      | •      | •      | –      | –      | [ 24 ]        |

## Lista de medalhistas

### Individual masculino
| Evento                    | Ouro            | Prata                   | Bronze                  | Ref    |
| 1997 (detalhes)           | Lee Kyu-hyun    | nenhum outro competidor | nenhum outro competidor | [ 25 ] |
| 1998 (detalhes)           | Lee Kyu-hyun    | nenhum outro competidor | nenhum outro competidor | [ 26 ] |
| 1999 (detalhes)           | Lee Kyu-hyun    | nenhum outro competidor | nenhum outro competidor | [ 27 ] |
| 2000 (detalhes)           | Lee Kyu-hyun    | nenhum outro competidor | nenhum outro competidor | [ 28 ] |
| 2001 (detalhes)           | Lee Kyu-hyun    | Lee Dong-whun           | nenhum outro competidor | [ 29 ] |
| Seul 2002 (detalhes)      | Lee Kyu-hyun    | Lee Dong-whun           | nenhum outro competidor | [ 30 ] |
| Seul 2003 (detalhes)      | Lee Kyu-hyun    | Lee Dong-whun           | nenhum outro competidor | [ 31 ] |
| Seul 2004 (detalhes)      | Lee Dong-whun   | nenhum outro competidor | nenhum outro competidor | [ 32 ] |
| Seul 2005 (detalhes)      | Lee Dong-whun   | nenhum outro competidor | nenhum outro competidor | [ 33 ] |
| Seul 2006 (detalhes)      | Lee Dong-whun   | nenhum outro competidor | nenhum outro competidor | [ 34 ] |
| Seul 2007 (detalhes)      | Lee Dong-whun   | nenhum outro competidor | nenhum outro competidor | [ 35 ] |
| Goyang 2008 (detalhes)    | Lee Dong-whun   | Kim Min-seok            | Lee Dong-won            | [ 36 ] |
| Goyang 2009 (detalhes)    | Kim Min-seok    | Lee Dong-whun           | nenhum outro competidor | [ 37 ] |
| Seul 2010 (detalhes)      | Kim Min-seok    | Lee Dong-won            | nenhum outro competidor | [ 38 ] |
| Seul 2011 (detalhes)      | Lee Dong-won    | Kim Min-seok            | Lee June-hyoung         | [ 39 ] |
| Seul 2012 (detalhes)      | Kim Jin-seo     | Lee June-hyoung         | Kim Min-seok            | [ 40 ] |
| Seul 2013 (detalhes)      | Lee June-hyoung | Kim Jin-seo             | Lee Dong-won            | [ 41 ] |
| Seul 2014 (detalhes)      | Kim Jin-seo     | Lee June-hyoung         | Lee Dong-won            | [ 42 ] |
| Seul 2015 (detalhes)      | Lee June-hyoung | Kim Jin-seo             | Cha Jun-hwan            | [ 43 ] |
| Seul 2016 (detalhes)      | Lee June-hyoung | Kim Jin-seo             | Cha Jun-hwan            | [ 22 ] |
| Gangneung 2017 (detalhes) | Cha Jun-hwan    | Kim Jin-seo             | Lee Si-hyeong           | [ 23 ] |
| Seul 2018 (detalhes)      | Cha Jun-hwan    | Kim Jin-seo             | Lee Si-hyeong           | [ 24 ] |

### Individual feminino
| Evento                    | Ouro            | Prata           | Bronze          | Ref           |
| 1999 (detalhes)           | Shin Yea-ji (A) |                 |                 | [ 27 ]        |
| 2000 (detalhes)           | Park Bit-na     | Lee Chu-hong    |                 | [ 28 ] [ 44 ] |
| 2001 (detalhes)           | Park Bit-na     |                 | Lee Chu-hong    | [ 29 ] [ 44 ] |
| Seul 2002 (detalhes)      | Cho Hae-lyeum   | Shin Yea-ji (A) | Lee Sun-bin     | [ 30 ] [ 45 ] |
| Seul 2003 (detalhes)      | Kim Yuna        | Park Bit-na     | Choi Ji-eun     | [ 31 ] [ 46 ] |
| Seul 2004 (detalhes)      | Kim Yuna        | Park Bit-na     | Choi Ji-eun     | [ 32 ] [ 46 ] |
| Seul 2005 (detalhes)      | Kim Yuna        | Choi Ji-eun     | Kim Chae-hwa    | [ 33 ]        |
| Seul 2006 (detalhes)      | Kim Yuna        | Choi Ji-eun     | Shin Yea-ji (B) | [ 34 ] [ 47 ] |
| Seul 2007 (detalhes)      | Kim Chae-hwa    | Shin Yea-ji (B) | Choi Ji-eun     | [ 35 ] [ 47 ] |
| Goyang 2008 (detalhes)    | Kim Na-young    | Kim Hyeon-jung  | Kim Chae-hwa    | [ 36 ]        |
| Goyang 2009 (detalhes)    | Kim Na-young    | Kim Hyeon-jung  | Kim Chae-hwa    | [ 48 ]        |
| Seul 2010 (detalhes)      | Kim Hae-jin     | Kwak Min-jeong  | Park So-youn    | [ 49 ]        |
| Seul 2011 (detalhes)      | Kim Hae-jin     | Park So-youn    | Kwak Min-jeong  | [ 50 ]        |
| Seul 2012 (detalhes)      | Kim Hae-jin     | Park So-youn    | Choi Da-bin     | [ 51 ]        |
| Seul 2013 (detalhes)      | Kim Yuna        | Park So-youn    | Choi Da-bin     | [ 52 ]        |
| Seul 2014 (detalhes)      | Kim Yuna        | Park So-youn    | Kim Hae-jin     | [ 53 ]        |
| Seul 2015 (detalhes)      | Park So-youn    | Choi Da-bin     | An So-hyun      | [ 54 ]        |
| Seul 2016 (detalhes)      | You Young       | Choi Da-bin     | Lim Eun-soo     | [ 22 ]        |
| Gangneung 2017 (detalhes) | Lim Eun-soo     | Kim Ye-lim      | Kim Na-hyun     | [ 23 ]        |
| Seul 2018 (detalhes)      | You Young       | Choi Da-bin     | Lim Eun-soo     | [ 23 ]        |

### Duplas
| Evento                    | Ouro                             | Prata                     | Bronze                         | Ref    |
| Seul 2016 (detalhes)      | Ji Min-ji Themistocles Leftheris | nenhum outro competidor   | nenhum outro competidor        | [ 22 ] |
| Gangneung 2017 (detalhes) | Ji Min-ji Themistocles Leftheris | Kim Su-yeon Kim Hyung-tae | Kim Kyu-eun Alex Kang-chan Kam | [ 23 ] |
| Seul 2018 (detalhes)      | Kim Kyu-eun Alex Kang-chan Kam   | nenhum outro competidor   | nenhum outro competidor        | [ 24 ] |

### Dança no gelo
| Evento                    | Ouro                               | Prata                              | Bronze                             | Ref                                |
| 1999 (detalhes)           | Yang Tae-hwa Lee Chuen-gun         | Kim Hye-min Kim Min-woo            | nenhum outro competidor            | [ 27 ]                             |
| 2000 (detalhes)           | Yang Tae-hwa Lee Chuen-gun         | Kim Hye-min Kim Min-woo            | nenhum outro competidor            | [ 28 ]                             |
| 2001 (detalhes)           | Yang Tae-hwa Lee Chuen-gun         | Kim Hye-min Kim Min-woo            | nenhum outro competidor            | [ 29 ]                             |
| Seul 2002 (detalhes)      | Yang Tae-hwa Lee Chuen-gun         | Kim Hye-min Kim Min-woo            | nenhum outro competidor            | [ 30 ]                             |
| Seul 2003 (detalhes)      | Kim Hye-min Kim Min-woo            | nenhum outro competidor            | nenhum outro competidor            | [ 31 ]                             |
| Seul 2004 (detalhes)      | Kim Hye-min Kim Min-woo            | nenhum outro competidor            | nenhum outro competidor            | [ 32 ]                             |
| Seul 2005 (detalhes)      | Kim Hye-min Kim Min-woo            | nenhum outro competidor            | nenhum outro competidor            | [ 33 ]                             |
| 2006–2013                 | Não houve disputa de dança no gelo | Não houve disputa de dança no gelo | Não houve disputa de dança no gelo | Não houve disputa de dança no gelo |
| Seul 2014 (detalhes)      | Yura Min Timothy Koleto            | nenhum outro competidor            | nenhum outro competidor            | [ 55 ]                             |
| 2015                      | Não houve disputa de dança no gelo | Não houve disputa de dança no gelo | Não houve disputa de dança no gelo | Não houve disputa de dança no gelo |
| Seul 2016 (detalhes)      | Rebeka Kim Kirill Minov            | Yura Min Alexander Gamelin         | Lee Ho-jung Richard Kang-in Kam    | [ 22 ]                             |
| Gangneung 2017 (detalhes) | Yura Min Alexander Gamelin         | Lee Ho-jung Richard Kang-in Kam    | nenhum outro competidor            | [ 23 ]                             |
| Seul 2018 (detalhes)      | Yura Min Alexander Gamelin         | nenhum outro competidor            | nenhum outro competidor            | [ 24 ]                             |